# Dactylochelifer besucheti
Dactylochelifer besucheti är en spindeldjursart som beskrevs av Volker Mahnert 1978. Dactylochelifer besucheti ingår i släktet Dactylochelifer och familjen tvåögonklokrypare. Inga underarter finns listade i Catalogue of Life.